# Кирик, Геннадий Григорьевич
Геннадий Григорьевич Кирик (род. 28 октября 1975, Брянск) — российский футболист, вратарь.
В первенстве России играл во второй и третьей лигах за брянские команды «Спартак» / «Спартак-Пересвет» (1996—1999) и «Динамо» (2000—2002). В 2000 году сыграл одну игру, в 2001 не играл, в 2002 провёл четыре игры в воротах и в одной вышел на замену на последней минуте в качестве полевого игрока. В 2003—2004 годах в чемпионате Казахстана в составе усть-каменогорского «Востока» в 39 играх пропустил 57 мячей. Вернувшись в Россию, стал играть в чемпионате Брянской области за «Пролетарий» (Сураж). 18 апреля 2007 года принимал участие в матче 1/512 финала Кубка России 2007/08 против «Сатурна» Егорьевск (1:5).
Играл в Кубке России по пляжному футболу за брянские команды «Аланта» (2011) и ТСА (2012). Выступает в брянских соревнованиях по мини-футболу.